# Ossi Runne
Yrjö Osvald "Ossi" Runne, nascido Rundberg (Vyborg, 23 de abril de 1927 – 5 de novembro de 2020), foi um trompetista, maestro e compositor finlandês.
No início da sua carreira, Runne ficou conhecido como trompetista e diretor de orquestra I. Com o seu regresso à Finlândia em 1957, depois de estar estado na Orquestra de Variedades da China, ele juntou-se à companhia Musiikki-Fazervcomo gestor de estúdio. Em 1965, passou para a Yleisradio e tornou-se diretor da orquestra nacional da rádio, mais tarde tornou-se também chefe de orquestra da televisão finlandesa. Retirou-se de ambos os lugares, em 1992.
Runne ficou conhecido por ser o orquestrador de 22 canções finlandesas no Festival Eurovisão da Canção de 1966 a 1989. Em 1981 e 1990 foi o comentarista de uma rádio finlandesa. 
Escreveu uma autobiografia intitulada Trumpetilla ja tahtipuikolla (Com o trompete e a batuta) em 2003. 
Morreu em 5 de novembro de 2020, aos 93 anos.

## Lista de afiliações de Ossi Runne[1]
- Ossi Runne Quintet (diretor, trompetista 1944–1945)
- Ossi Aalto Orchestra (trompetista 1945–1948)
- Toivo Kärki (trompetista 1948–1949)
- Olle Lindström Orchestra (trompetista 1950–1951)
- Erkki Aho Orchestra (trompetista 1951–1953)
- Ossi Runne Orchestra (líder da banda, trompetista 1954–1955)
- Al Stefano Orchestra (trompetista 1955–1956)
- China Variety Orchestra (Maestro 1956–1957)
- Yleisradio Orchestra (Maestro 1965–1992)
- Karelia Wind Band (Diretor da banda 1986–2003)